# Ozyptila metschensis
Ozyptila metschensis là một loài nhện trong họ Thomisidae.
Loài này thuộc chi Ozyptila. Ozyptila metschensis được Embrik Strand miêu tả năm 1906.